# Hydraulika i Pneumatyka
Hydraulika i Pneumatyka – dwumiesięcznik naukowo-techniczny wydawany przez SIMP, poświęcony takim zagadnieniom jak napędy i sterowanie hydrauliczne oraz pneumatyczne.